# Domenico Morone
Domenico Morone (Verona, 1442 circa – Verona, 1518) è stato un pittore e miniatore italiano.
Tra i primi esponenti rinascimentali della scuola veronese di pittura, nacque in una famiglia di Morbegno giunta in riva all'Adige intorno al 1425. Probabilmente fu allievo di Francesco Benaglio, ma venne profondamente influenzato anche da altri artisti dell'epoca, come Andrea Mantegna e Giovanni Bellini, anche se poco si conosce della sua formazione e dei primi anni di attività.
Si ritiene che iniziò come miniatore per poi passare alla produzione di dipinti e affreschi. Le sue prime opere conosciute risalgono al 1470, come le quattro tavolette in cui raffigurò San Francesco, san Bernardino, san Bartolomeo e san Rocco, originariamente parte di un polittico, e alcuni affreschi oggi staccati e conservati al museo di Castelvecchio di Verona. A parte la decorazione delle portelle dell'organo della chiesa di San Bernardino, non si conoscono altre sue opere collocabili negli anni 1480, benché fosse pressoché sicuro che la sua bottega dovesse aver raggiunto una certa popolarità in città. Nel 1493 firmò una delle sue opere più celebri, la tela Cacciata dei Bonacolsi, commissionata dal duca di Mantova Francesco II Gonzaga. A partire dagli anni successivi, gran parte della sua produzione vide la collaborazione del figlio Francesco, e proprio insieme a lui nel 1503 terminò quello che è considerato il suo capolavoro: il ciclo di affreschi per la libreria Sagramoso nel convento di San Bernardino, a Verona.
Celebre per i dettagli delle figure umane, degli sfondi e degli oggetti, utilizzò nei suoi lavori colori vibranti e luminosi, spesso con una gamma cromatica ricca. È stato osservato che i volti dei suoi protagonisti sono tendenzialmente sobri e prosaici a differenza di quelli del figlio, definiti invece "dolciastri". Negli ultimi anni Domenico Morone divenne sempre più opaco e attento alle finezze psicologiche, come ben si nota nella sua Madonna col Bambino dipinta negli anni 1510. Probabile maestro di artisti di rilievo, tra cui Girolamo dai Libri, Paolo Morando e Michele da Verona (oltre al già citato figlio Francesco), la sua ultima menzione risale al 1517 e, verosimilmente, morì da lì a poco.

## Biografia

### Origini e famiglia
Domenico Morone nacque a Verona, città dove trascorse gran parte della sua vita. Il padre Agostino, originario di Morbegno (oggi in provincia di Sondrio, in Lombardia), era giunto in riva all'Adige intorno al 1425, ed esercitava la professione di "stropezzator" (lavoratore di pelli) presso la contrada della Braida, come riferisce un estimo del 1433. Nel 1436 sposò Donna Maddalena, figlia di un certo Bertoldo mugnaio di Illasi, e vedova di Nicolao de Alemanea. La coppia andò a vivere in contrada San Vitale, dove Agostino è registrato nel 1443 come "Agustinus pelacanus quidam Petri, per soldi 4".
La più antica menzione di Domenico compare in un'anagrafe della suddetta contrada, risalente al 1455-1456, in cui venne riportato il seguente testo: «magister Augustinus pelacanuus ann. 50 - Domina Magdalena ejus uxor ann. 56 - Domincis ejus filius ann. 13 - Benvenuta ejus neptis ann. 17 - Libera filia suprascripti magistri Augustini ann. 9». Dunque, stando a questo documento, Domenico dovrebbe essere nato nel 1442, che è la data di nascita tradizionalmente accettata, anche se un documento del 1461, in cui viene registrato già come «pictor», fa ritenere che questa possa essere anticipata di qualche anno, tra il 1438 e il 1439 circa. Della sorella Libera, di cinque anni più giovane, si sa poco o nulla. Il cognome Morone si formò soltanto agli inizi del secolo successivo e questo rende difficile ricostruire maggiori dettagli della sua famiglia.
Intorno al 1469 il giovane Domenico sposò Donna Cecilia, che gli darà sette figli: Chiara (nata nel 1469 circa), Francesca e Francesco (1471 circa), Gabriello (1472 circa), Antonio (1474 circa), Lodovico (1476 circa) e Maria (1478 circa). Di questi figli, a quanto ne sappiamo, solo Francesco e Antonio seguirono le orme del padre e diventarono pittori, il primo ottenendo una discreta fama, mentre del secondo non si conosce alcuna opera.
La prima menzione nota di Domenico Morone come pittore risale al 28 marzo 1461, quando venne chiamato a testimoniare insieme a Francesco Benaglio riguardo a un contratto; inoltre, la sua professione venne indicata nuovamente il 20 giugno 1466 nel testamento del lapicida Domenico di Bono. Il 28 gennaio 1469, davanti ai notai Agostino Pindemonte e Cristoforo Avogaro, si emancipò dal padre.

### Anni 1470 e 1480

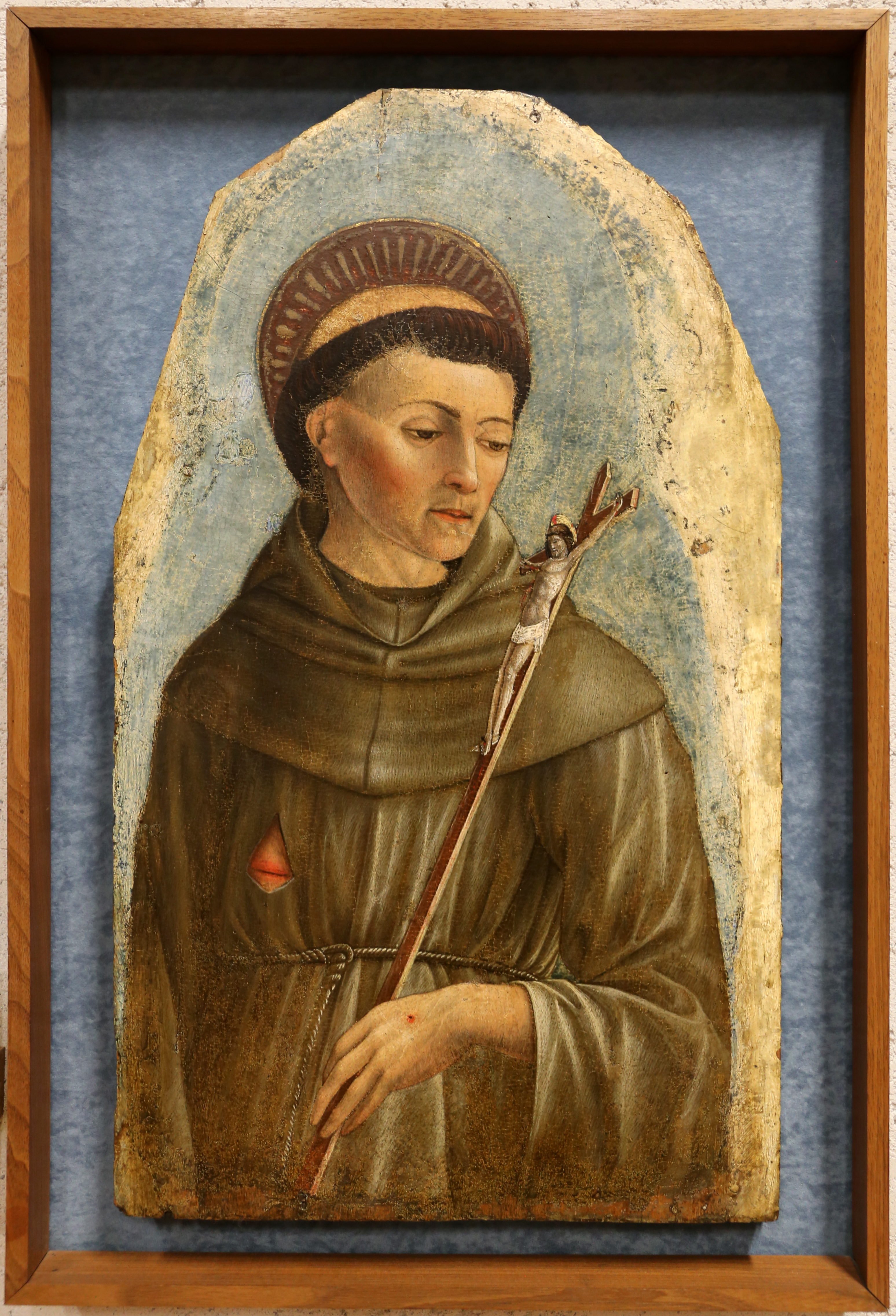
San Francesco, parte di un polittico del 1470, museo di Castelvecchio

Ben poco si conosce della formazione e della prima produzione pittorica di Domenico. Secondo Le Vite di Giorgio Vasari, egli apprese l'arte pittorica da alcuni non ben precisati discepoli di Stefano da Verona. È probabile che, come altri del suo tempo, abbia esordito in adolescenza come miniatore; d'altronde, se si esclude questa forma d'arte, il panorama veronese per quanto concerne la pittura risultava essere assai scarso nel periodo di tempo che va dalla morte del Pisanello a quando lo stesso Domenico iniziò a cimentarsi con le opere di grandi dimensioni.
È stata avanzata la concreta ipotesi che sia stato studente di Francesco Benaglio, per via di una certa similitudine negli stili e in particolare «nell'espressione fissa delle figure, le loro proporzioni poco organiche, il tipo del Bambino, e il modo di inserire frutti simbolici che rivelano la dipendenza della corrente padovano-squarcionesca». La somiglianza tra i due artisti fu tale che alcune Madonne, ora attribuite a Benaglio, furono in tempi più remoti accostate erroneamente proprio a Domenico Morone. Infine, fu prospettata la possibilità che, intorno ai venti o trent'anni, abbia soggiornato per un periodo a Mantova per proseguire la sua preparazione, ma al riguardo non vi sono prove concrete. Secondo Giuseppe Fiocco potrebbe aver frequentato a Venezia, probabilmente insieme a Giovanni Mansueti, la scuola di Gentile Bellini.
Le prime opere attribuite con sufficiente sicurezza a Domenico Morone sono datate al 1470, anno in cui gli storici collocarono ben tre suoi lavori. Di queste, la prima fu un polittico che realizzò per la ex chiesa di San Clemente, da cui successivamente furono ritagliate quattro tavole raffiguranti San Francesco, san Bernardino, san Bartolomeo e san Rocco, oggi conservate al museo di Castelvecchio di Verona; in esse «le fisionomie ricordano certo Benaglio, con una raffinatezza che costui sembra non aver mai conosciuto», tanto da essere «la documentazione più puntuale del passaggio evolutivo di linguaggio tra Francesco Benaglio e Domenico Morone». Stilisticamente affini per la loro «tensione espressiva e qualità» sono gli affreschi con Madonna con il Bambino e i santi Sebastiano e Rocco, realizzati per il palazzo del Capitanio, e un San Giacomo Maggiore tra san Girolamo e un santo diacono, realizzato per l'ospedale del Corpus Domini, successivamente inglobato nel convento cittadino di Santa Maria a seguito della sua demolizione nel 1508 per motivi militari. Entrambe le opere vennero staccate nel 1875 da Pietro Nanin e in seguito collocate a Castelvecchio.

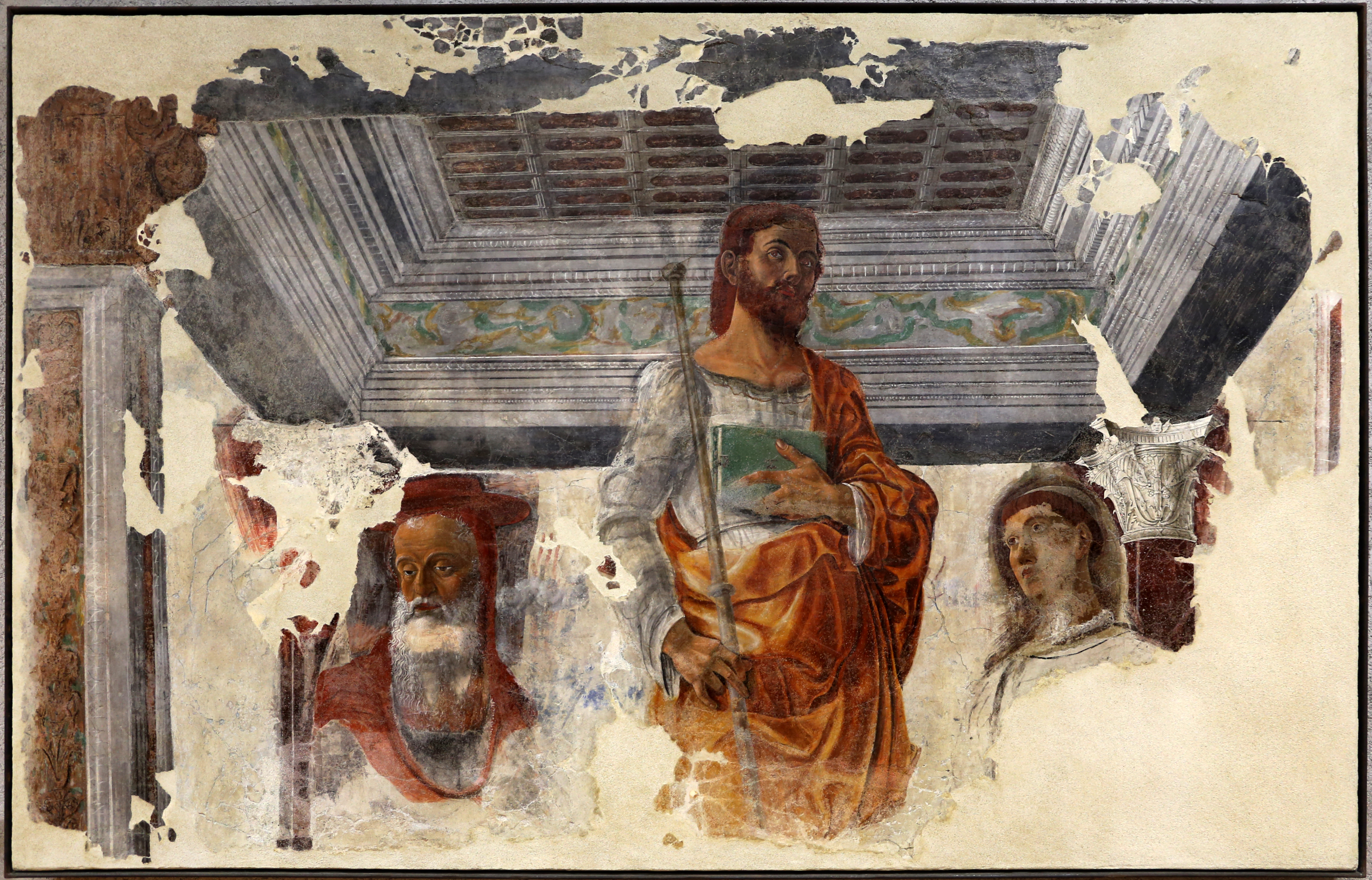
San Giacomo Maggiore tra san Girolamo e un santo diacono, 1470, museo di Castelvecchio

Nel 1471 lavorò ad un affresco con la Madonna coi santissimi Cristoforo e Maddalena, quasi interamente perduto, per la facciata della casa di Manfredo Giusti nell'attuale via Nicola Mazza 51, in cui si firmò per la prima volta come «Dominici de Morocini». L'anno successivo comparve in un'anagrafe dove risulta sposato con Cecilia e padre di Clara e Francesca, rispettivamente di anni 3 e 1.
Nel 1481 Morone fu impegnato a dipingere un San Francesco e un San Bernardino per le portelle dell'organo della chiesa di San Bernardino di Verona. Lo strumento, uno dei più antichi d'Europa e caratterizzato da una grande elevazione e da una linea slanciata, fu realizzato su commissione della famiglia Rossi. Due anni più tardi invece firmò e datò (29 aprile 1483) la tavola Madonna col Bambino, conservata alla Gemäldegalerie di Berlino il cui stile si allontana dal contesto veronese per abbracciare lo stile padovano-veneziano.

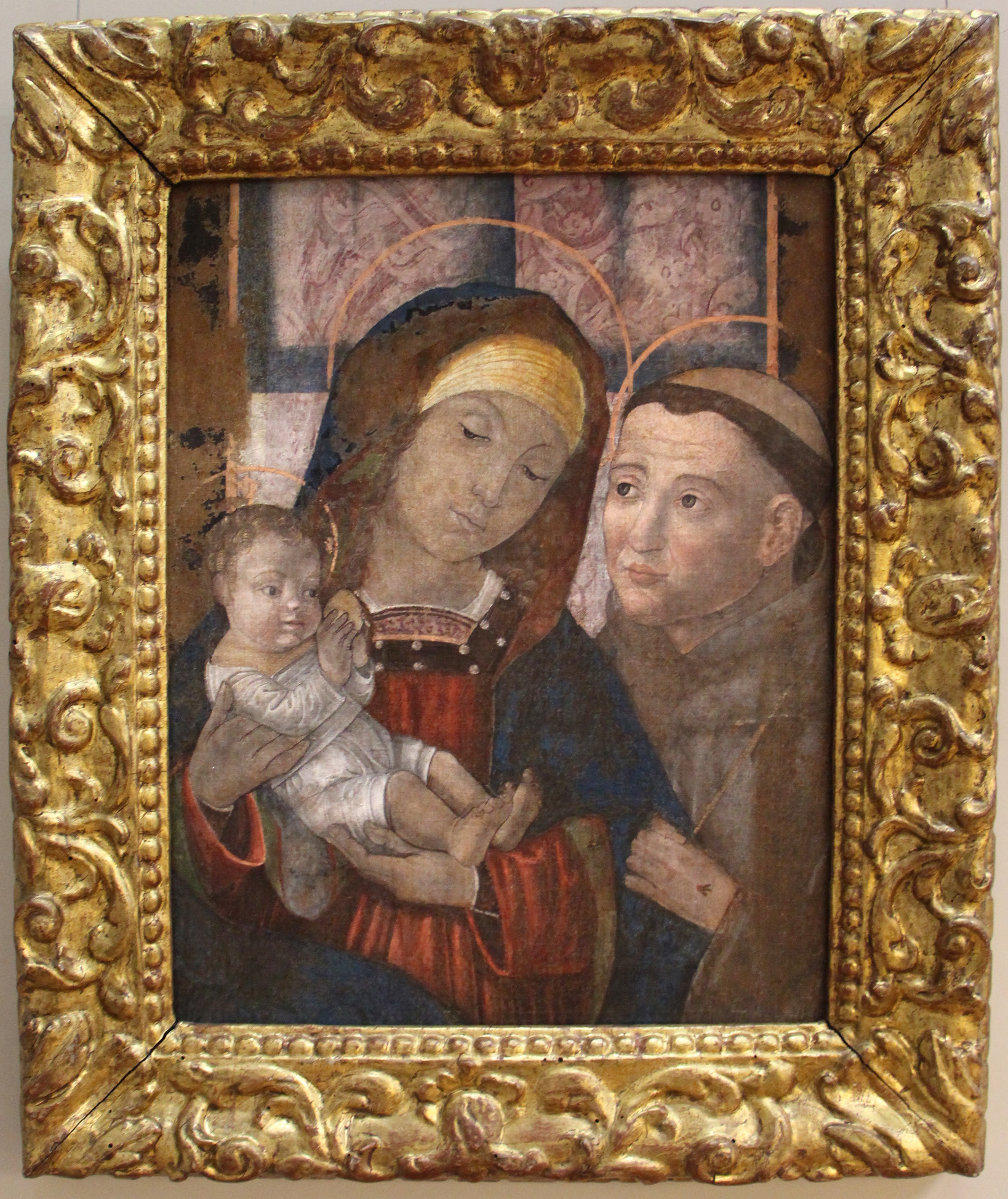
Madonna col Bambino e San Francesco, Ca' d'Oro, Venezia

Sempre degli anni 1480 sembra essere l'olio su tela Madonna col Bambino e san Francesco, in mostra al museo della Ca' d'Oro di Venezia, dove fu osservato che la raffigurazione del Bimbo «già preannuncia le tipologie tipiche di Domenico maturo». Non si conoscono altre opere di rilievo di Morone appartenenti a questo decennio, ad eccezione di qualche lavoro minore attribuito a lui o alla sua bottega, come gli affreschi Episodi della vita di San Valentino per la chiesa intitolata al santo a Bussolengo o la decorazione del pulpito del convento di san Bernardino, dove aveva già lavorato sulle portelle dell'organo.
Riguardo alla sua vita personale, invece, i documenti anagrafici raccontavano che rimase vedovo tra il 1481, data di nascita dell'ultima figlia avuta da Cecilia, e il 1491, quando risulta sposato in seconde nozze con Donna Caterina, di 36 anni, e abitante con lei nella casa paterna in contrada San Vitale, dopo un periodo trascorso a San Quirico con la prima moglie. Da Caterina non ebbe figli. Il 18 agosto 1489 figurò nei testamenti di Valerio Tarundi e di sua moglie, Maria Ormaneti, entrambi legati al convento francescano di san Fermo Maggiore, facendo supporre un avvicinamento di Morone all'ordine fondato da san Francesco.

### Anni 1490: la maturità artistica

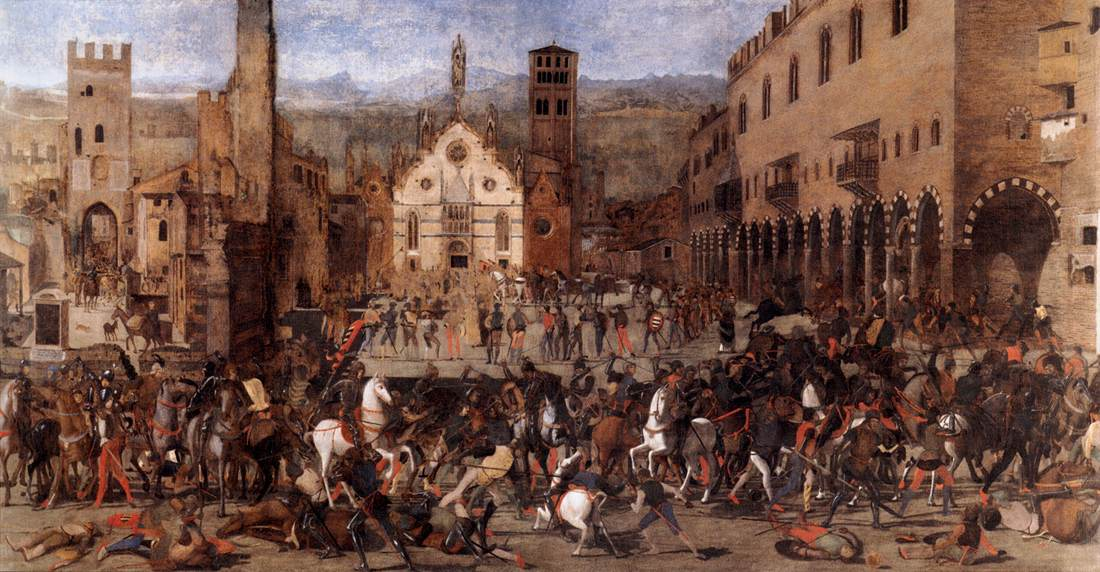
Cacciata dei Bonacolsi, Palazzo Ducale, Mantova

Agli inizi degli anni 1490 Domenico Morone aveva oramai raggiunto una certa fama presso la città natale, nonostante non si conosca alcuna sua opera dopo le portelle di san Bernardino del 1483. Nel 1491 lo si trova a stimare, insieme ai pittori Antonio Badile e Pietro Antonio di Paolo, i dipinti eseguiti da Jacopo di Antonio della Beverara sulla facciata della casa di Lionello Sagramoso, mentre l'anno successivo, per conto della comunità veronese, redasse una perizia insieme a Liberale e Nicola Giolfino riguardante le statue di Alberto da Milano destinate a porsi sulla loggia del palazzo del Consiglio. Ciò attestava la stima che Domenico era riuscito a guadagnarsi nella sua città; la sua bottega era diventata una delle più importanti della Verona di fine Quattrocento: si può ritenere che da qui uscirono diversi pittori di talento, come Girolamo dai Libri, Michele da Verona, Paolo Morando e, ovviamente, il figlio Francesco.

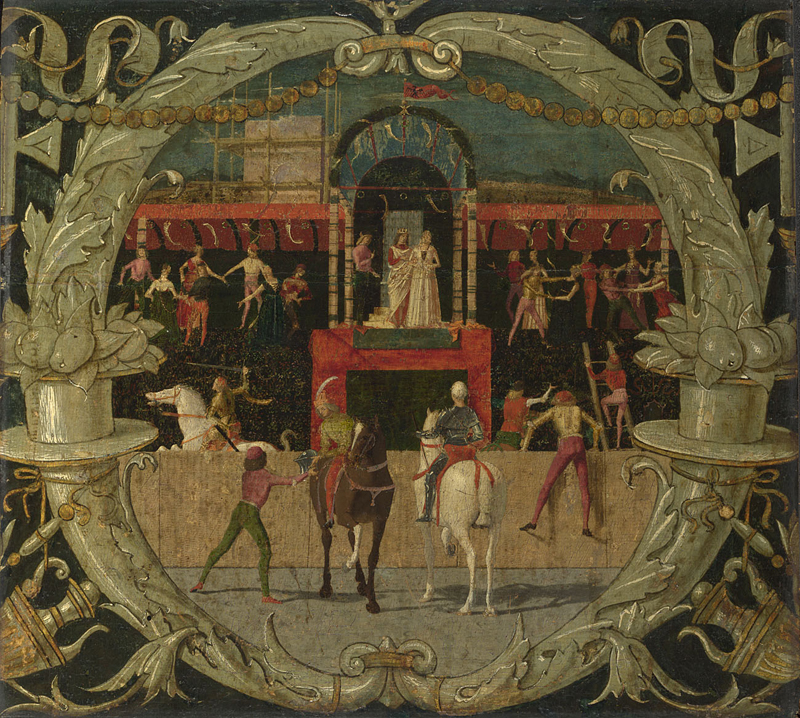
Ratto delle Sabine, National Gallery, Londra

Nel 1494 ricevette una prestigiosa commissione da parte del marchese di Mantova Francesco II Gonzaga: la realizzazione della tela Cacciata dei Bonacolsi, che si ipotizzò facesse parte di un ciclo pittorico riguardante i fasti della famiglia Gonzaga. Il soggetto dell'opera era la vittoriosa battaglia che Luigi I Gonzaga ottenne il 16 agosto 1328 contro Rinaldo dei Bonacolsi per il possesso di Mantova. È stato osservato come, con questo lavoro, Domenico Morone superi l'influenza del grafismo di Andrea Mantegna per aprirsi, da questo momento fino alle sue opere più tarde, alle correnti veneziane di Carpaccio e di Cima da Conegliano. Il quadro, dal 1913 in esposizione a Mantova presso il Palazzo Ducale, fu utilizzato anche come modello per il ripristino della facciata cinquecentesca del palazzo del Capitano. Circa dello stesso periodo della Cacciata, o forse di pochi anni prima, erano anche due piccoli pannelli in cassone raffiguranti il Ratto delle Sabine, dal 1886 parte delle collezioni della National Gallery di Londra.

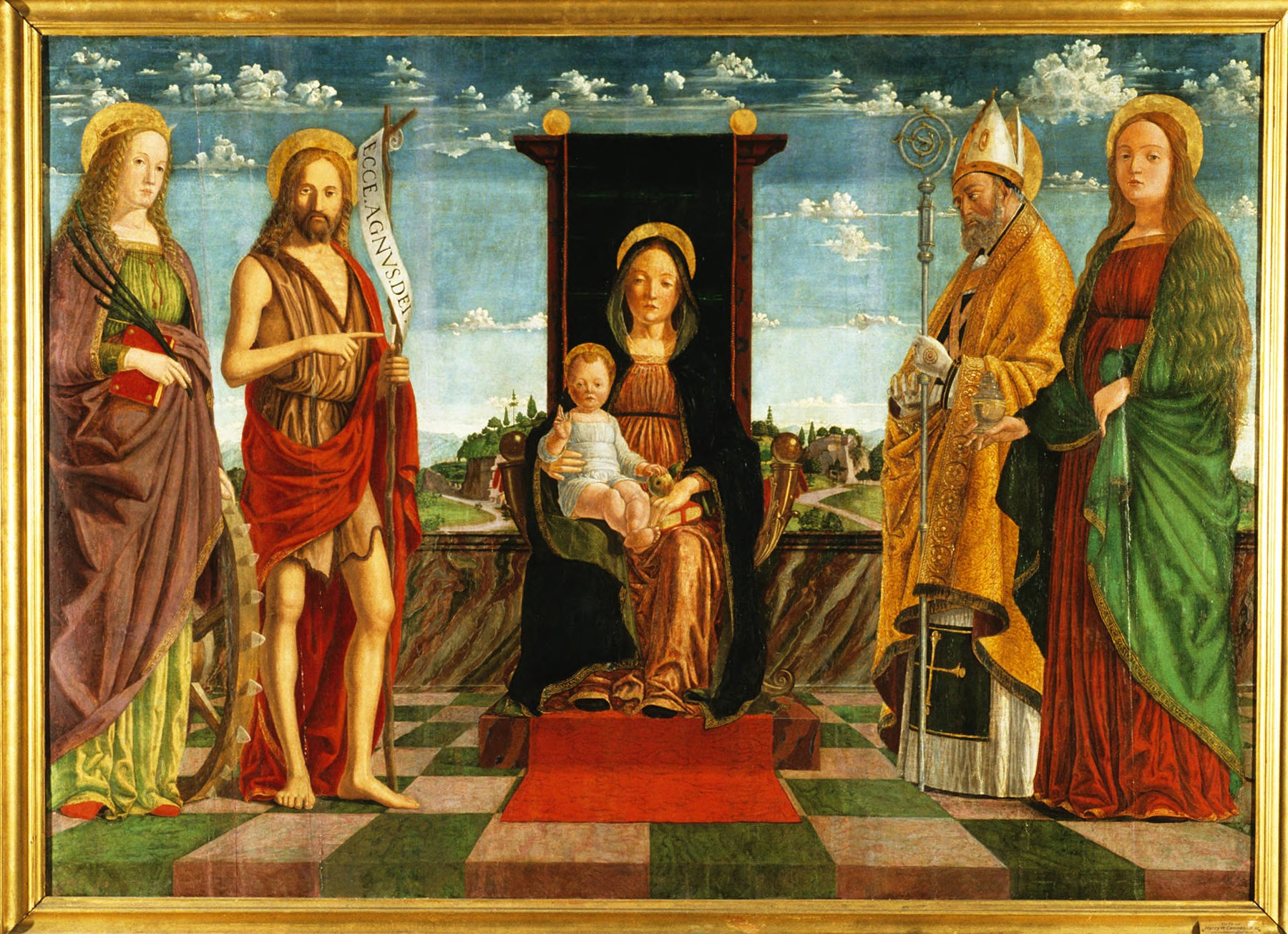
Vergine in trono col Bambino e quattro Santi, Princeton University Art Museum, Princeton

Nel 1496, insieme al figlio Francesco, dipinse una Vergine in trono col Bambino e quattro Santi per il santuario della Madonna delle Grazie ad Arco, oggi perduta anche se parte della critica l'avrebbe identificata con la pala omonima conservata al Princeton University Art Museum di Princeton. L'anno successivo iniziò ad affrescare la cappella di San Biagio presso la chiesa dei Santi Nazaro e Celso a Verona, sempre insieme al figlio e dividendo il lavoro con Giovanni Maria Falconetto. Ai Morone furono attribuiti parte dei profeti raffigurati nella cupola e alcuni santi nel tamburo sottostante, nonché l'affresco di una porzione della cappellina laterale sinistra (detta "Britti"); secondo una nota di pagamento, il suo impegno terminò nel 1498. In questo lavoro si ispirò in parte alla prospettiva mantegnesca ammirata nella camera picta a Mantova.
Gli ultimi anni del secolo furono ricchi di commissioni: Domenico lavorò su degli affreschi per la chiesa di Santa Maria in Organo e, probabilmente, anche per la chiesa della Madonna dei Miracoli di Lonigo (entrambe officiate dagli olivetani), come accennato anche da Giorgio Vasari nelle sue Vite. Vasari dedicò qualche parola di lode anche per un'affrescata, Storie di Sant'Antonio, realizzata per la cappella Medici nella chiesa di San Bernardino e per una Crocefissione coi santissimi Francesco e Girolamo, oggi perduta, per il refettorio del monastero. Vasari raccontò che Morone fu autore, ancora per Santa Maria in Organo, di un Sant'Antonio battuto dai demoni, non sopravvissuto al tempo.
Al museo di Castelvecchio fu invece conservato un affresco staccato raffigurante la Trinità tra i santi Giovanni Battista e Alberto carmelitano, dipinta probabilmente tra il 1498 e il 1502 sulla facciata di una casa non ben identificata nell'attuale via Carducci a Verona e gravemente compromessa dagli agenti atmosferici, tanto che l'attribuzione a Domenico Morone fu data con sufficiente sicurezza solo dopo un restauro effettuato nel 2004.

### Il capolavoro della libreria Sagramoso e gli ultimi anni
Nel 1501 Domenico comparve per la prima volta in un documento anagrafico con il cognome Morone, anche se era già stato utilizzato in alcune note di pagamento risalenti alla fine del secolo precedente. La scrittura aggiungeva che aveva 54 anni, viveva con la moglie Caterina e con il figlio Francesco, che risultava sposato con Lucia.
Il XVI secolo si aprì per Domenico con la realizzazione insieme al figlio di due affreschi, datati 12 settembre e 17 ottobre 1502, per la chiesa di San Nicola da Tolentino al Paladon di San Pietro in Cariano, nei possedimenti dei Verità Poeta, raffiguranti quattro santi ciascuno e facenti parte di un ciclo decorativo più vasto. In cattivo stato di conservazione per gli anni passati esposti alle intemperie, dopo essere stati staccati fanno ora parte delle collezioni del museo di Castelvecchio. In questi affreschi, «dipinti frettolosamente», si possono ben distinguere gli apporti di Domenico, riscontrabili nei volti sobri e prosaici dei protagonisti, da quelli di Francesco, in cui sono riconoscibili «tratti dolciastri». Zamperini aveva osservato che «le pitture si pongono in sintonia con i lavori precedenti e, nonostante la distanza temporale, il san Rocco non pare soffrire eccessivamente un raffronto con la Madonna di Berlino: le forme sono divenute meno legnose, ma il disegno complessivo palesa alcuni tratti morelliani, in specie nel contorno del naso e della bocca, che inducono a non negare tout court la familiarità».

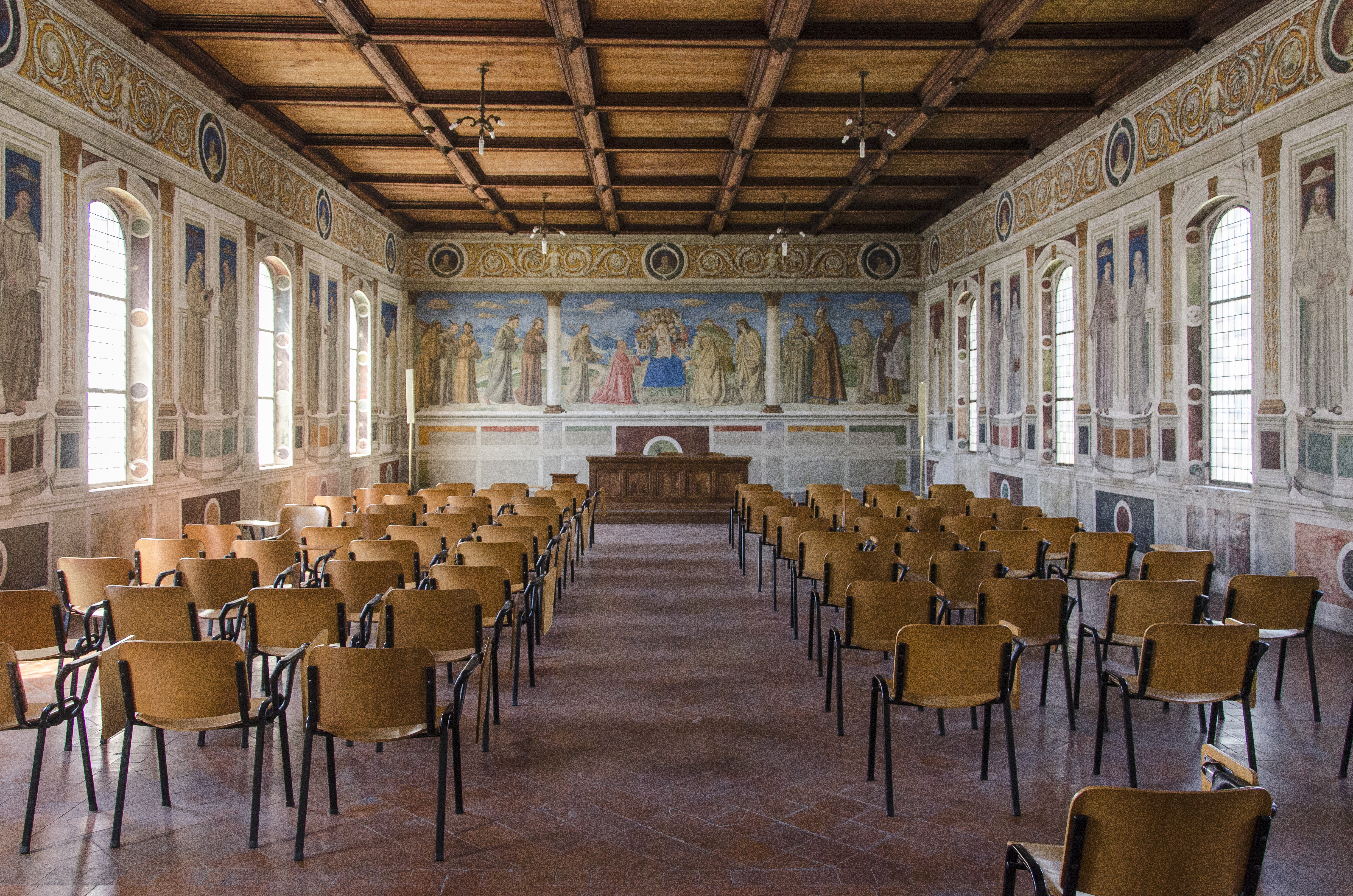
Libreria Sagramoso (detta anche "Sala Morone"), vista verso la cattedra, chiesa di San Bernardino, Verona

Ma è nel 1503 che portò a termine, dopo diversi anni di lavoro, quello che è considerato probabilmente il suo capolavoro: l'affresco della libreria Sagramoso presso il convento di San Bernardino, dove già aveva più volte prestato la sua arte. Alcuni autori avanzarono dubbi sull'attribuzione a Domenico dell'opera, tuttavia la maggioranza ritenne che fosse lui l'autore principale, anche se sicuramente dovette avvalersi di aiuti, tra cui certamente quello del figlio Francesco, ma anche, secondo quanto sostenuto dallo storico dell'arte Giuseppe Fiocco, degli allievi Girolamo dai Libri, Paolo Morando e Michele da Verona. La realizzazione di una così imponente opera si dovette al progetto di fra Ludovico della Torre da Verona e al lascito dei coniugi Donato Sagramoso e Anna di Niccolò Tramarino, che furono riportati in fondo al cospetto della Vergine in trono col Bambino e presentati da san Francesco e santa Chiara. Ai lati e sulla parete di ingresso, sono presenti 28 figure intere di santi francescani raffigurati a due a due sopra piedistalli e divisi da pilastri dipinti. In alto un ornato con 18 medaglioni in cui si trovavano le raffigurazioni di beati francescani e santi mentre, sulla porta d'entrata, furono raffigurati i papi francescani. È stato osservato, inoltre, che l'impianto iconografico della libreria richiama l'arte miniatoria veronese, in particolare nel fregio, dimostrando ulteriormente come Domenico padroneggiasse anche tale tecnica.

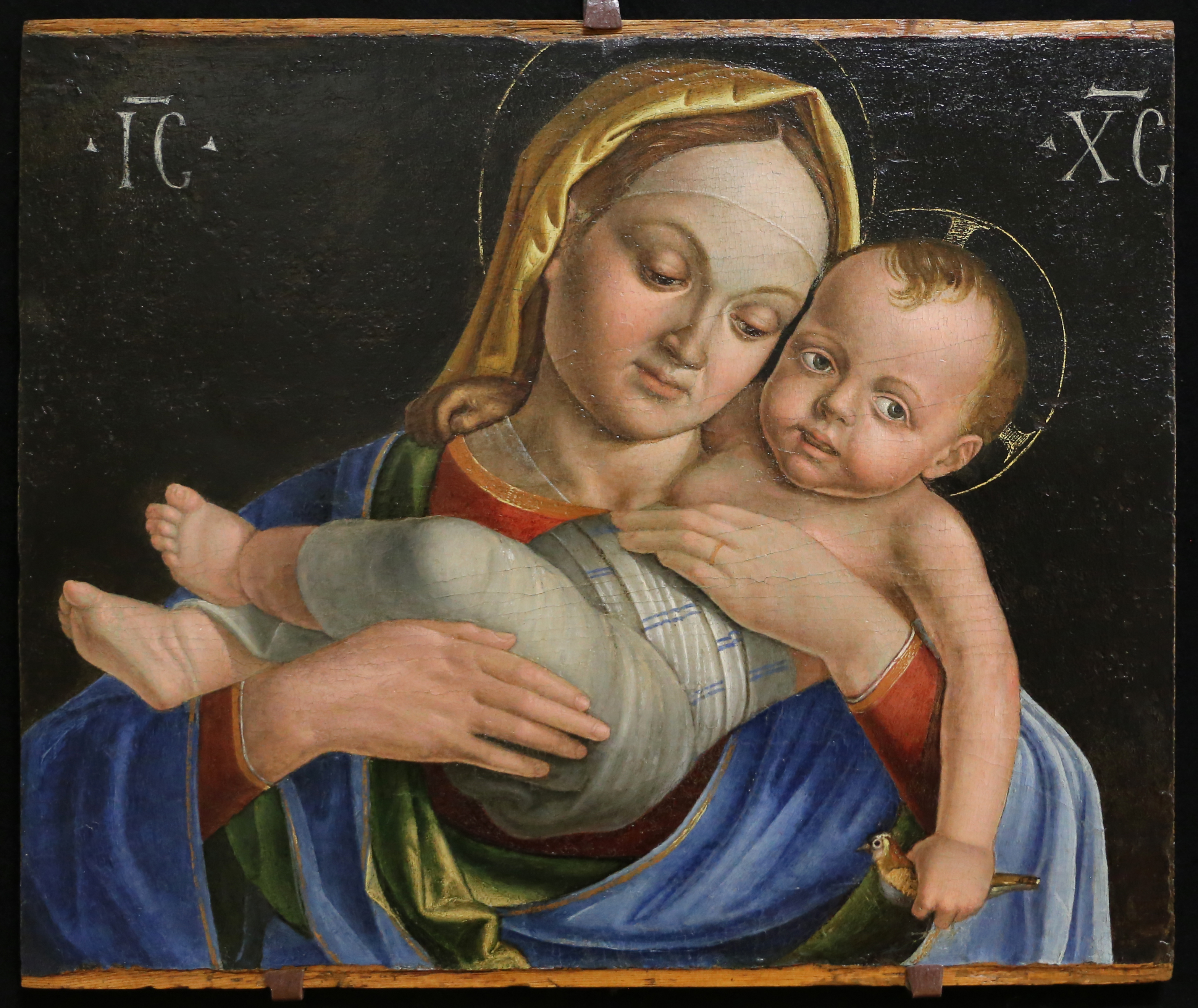
Madonna col Bambino, museo di Castelvecchio, Verona

Negli stessi anni della libreria, sempre coadiuvato dal figlio, probabilmente dipinse una Madonna col Bambino che a lungo fu attribuita a Girolamo dai Libri per via della dolcezza dei tratti della vergine. Nell'opera l'influsso del Mantegna appare oramai parzialmente abbandonato a favore delle nuove correnti artistiche. Le sue dimensioni particolari fecero supporre che fosse in realtà un frammento di un'opera più grande.
I lavori degli anni 1500 potrebbero essere gli ultimi realizzati da Morone, poiché del decennio successivo si ritrovano nei documenti anagrafici solo scarne notizie. Nel 1514 fu registrato settantenne e residente in contrada San Vitale con la famiglia, mentre tre anni più tardi fu trascritto con l'età di 78 anni circa. Quella del 1517 fu l'ultima menzione di Domenico, che probabilmente morì da lì a poco. Vasari raccontò che «fu sepolto in San Bernardino, dove sono le dette opere di sua mano, lasciando erede delle facultà e della virtù sua Francesco Morone, suo figliuolo».

## Stile e critica
Domenico Morone, insieme a Liberale da Verona e Francesco Benaglio, fu considerato come colui che, dopo gli anni di crisi successivi alla scomparsa del Pisanello, traghettò la scuola veronese di pittura dall'arte gotica verso il Rinascimento. Mentre le opere veronesi del Liberale mantengono intatti i canoni stilistici di Andrea Mantegna, secondo lo storico Giuseppe Fiocco l'arte di Domenico Morone contemplò maggiormente le voci delle correnti veneziane, pur mantenendo alcune reminiscenze del gotico.
Giorgio Vasari, ne Le Vite, pose a confronto Domenico e il figlio Francesco concludendo a favore di quest'ultimo che «in poco tempo riuscì molto miglior maestro che il padre stato non era». Nei secoli successivi, tuttavia, la critica poté riscoprire le opere di Domenico.
Nonostante lo stesso Vasari non ne parli, Domenico Morone fu anche miniaturista, come d'altronde lo fu la maggior parte degli artisti veronesi coevi; almeno quattro sue miniature sono oggi note, inoltre in alcuni suoi lavori, come la libreria Sagramoso, si notano influenze provenienti da questa tecnica.

## Opere

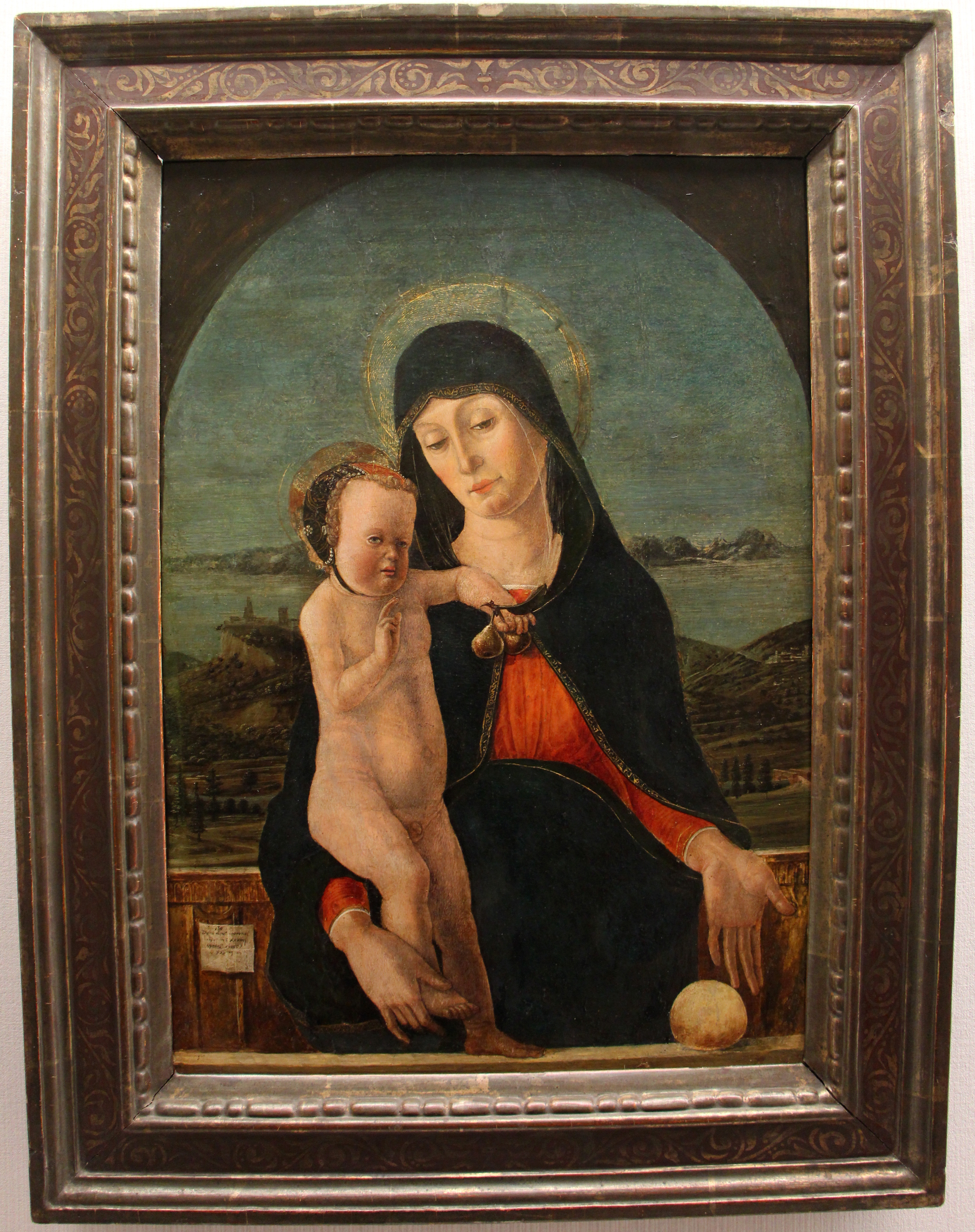
Madonna col Bambino, Gemäldegalerie, Berlino

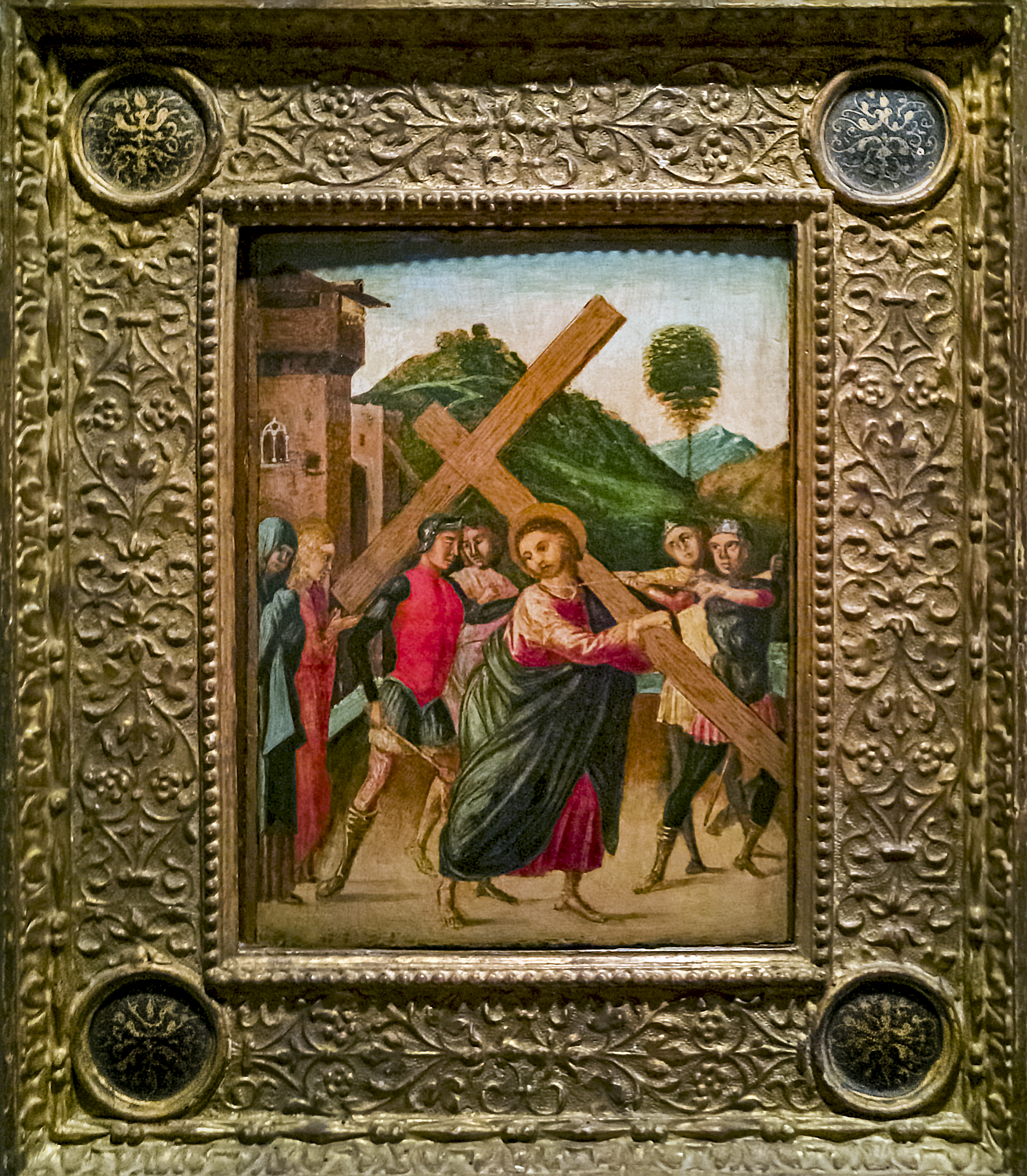
Cristo portacroce con le Marie, Pinacoteca Egidio Martini, Ca' Rezzonico, Venezia

Di seguito un elenco non esaustivo delle principali opere attribuite a Domenico Morone:
- Cacciata dei Bonacolsi, 1494, Palazzo Ducale, Mantova
- Ciclo di affreschi del Paladon, 1502, museo di Castelvecchio, Verona
- Ciclo pittorico della cappella di San Biagio (parte), 1498, chiesa dei Santi Nazaro e Celso, Verona
- Cristo portacroce con le Marie, 1494, Pinacoteca Egidio Martini, Ca' Rezzonico, Venezia[45]
- Episodi della vita di San Valentino, chiesa di San Valentino, Bussolengo
- Libreria Sagramoso (ciclo di affreschi), 1503, convento di San Bernardino, Verona
- Madonna col Bambino, 1483, Gemäldegalerie, Berlino
- Madonna col Bambino, Accademia di belle arti, Vienna
- Madonna col Bambino, 1500-1510, museo di Castelvecchio, Verona
- Madonna col Bambino e i santi Sebastiano e Rocco, museo di Castelvecchio, Verona
- Madonna col Bambino e San Francesco, Ca' d'Oro, Venezia
- Madonna col Bambino, le santissime Chiara e Caterina e tre angeli, Staatsgalerie, Stoccarda
- Ratto delle Sabine, National Gallery, Londra
- San Francesco e San Bernardino per le portelle dell'organo della chiesa di San Bernardino, 1481, Verona
- San Francesco, san Bernardino, san Bartolomeo e san Rocco, museo di Castelvecchio, Verona
- San Giacomo Maggiore tra san Girolamo e un santo diacono, 1470, museo di Castelvecchio, Verona
- Trinità tra i santi Giovanni Battista e Alberto carmelitano, 1498-1502, museo di Castelvecchio, Verona
- Vergine in trono col Bambino e quattro Santi, 1496, Princeton University Art Museum, Princeton